# Zwingenberg
Zwingenberg é um município da Alemanha, situado no distrito de Bergstrasse, no estado de Hesse. Tem 5,66 km² de área, e sua população em 2019 foi estimada em 7.213 habitantes.